# La Lettre de Zézette
 (juillet 2025).
Pour plus de détails, voir Fiche technique et Distribution.
La Lettre de Zézette est un film français réalisé par Léonce Perret, sorti en 1911.

## Fiche technique
- Titre : La Lettre de Zézette
- Réalisation : Léonce Perret
- Scénario : Léonce Perret
- Photographie :
- Montage :
- Producteur :
- Société de production : Société des Établissements L. Gaumont
- Société de distribution : Comptoir Ciné-Location
- Pays d'origine :  France
- Langue : film muet avec les intertitres en français
- Format : Noir et blanc — 35 mm — 1,33:1 — Muet
- Genre :
- Métrage : 260 mètres
- Durée : 9 minutes
- Dates de sortie :
  -  France : 29 septembre 1911

## Distribution
- Suzanne Privat : Zézette